# رکسان تانگ
رکسان تانگ (انگلیسی: Roxanne Tong؛ زادهٔ ۶ مهٔ ۱۹۸۷) بازیگر، مجری تلویزیون و مدل اهل چین است. وی از سال ۲۰۱۲ میلادی تاکنون مشغول فعالیت بوده است.